# Gora Romanovskogo (Ross Dependency)
Gora Romanovskogo (englische Transkription von russisch Гора Романовского Gora Romanowskowo) in der antarktischen Ross Dependency. Er ragt nordöstlich des Za Za Bluff in den Lonewolf Nunataks westlich der Churchill Mountains auf.
Russische Wissenschaftler benannten ihn. Der Namensgeber ist nicht überliefert.